# Sunday Music Passage
『Sunday Music Passage』（サンデー ミュージック パッセージ）は、2023年4月2日からFM COCOLOで放送されているラジオ番組。

## 概要
2023年4月2日から放送開始された、海外発のヒット曲を中心にオンエアするミュージックプログラムである。
番組のコンセプトや時間帯、流れる曲のイメージからアル・スチュワートのヒット曲の一つである「Time Passages」を番組名のヒントにしたいと考え、歌詞を表現できると思ったことから、その結果から番組名は「Sunday Music Passage」 に決定したという。

## 放送時間
- 日曜日 15:00 - 18:00（2025年4月6日 - ）[3]

### 過去の放送時間
- 日曜日 16:00 - 19:00（2023年4月2日 - 2025年3月30日）[1]

## DJ
- 山添まり

## 主なコーナー
POP LIFE
15時台
1アーティスト、1トピックをフィーチャーして特集する。
Music Tree
16時台
枝葉のようにひろがる楽曲をオンエアする。
コーナー名は「ルーツを知ることで、そのアーティストのサウンドが『枝葉』のようにひろがり、今の音に繋がる」という意味合いから名付けられた。
Magic Hour Request
17時台
テーマを設けてリクエストを募集し、日曜のサンセットタイム「マジックアワー」をリスナーのリクエストで彩る。